# 矮姜花
矮姜花（学名：Hedychium brevicaule）为姜科姜花属下的一个种。

## 扩展阅读
- 維基物種上的相關：矮姜花